# Wallace & Gromit: A Matter of Loaf and Death

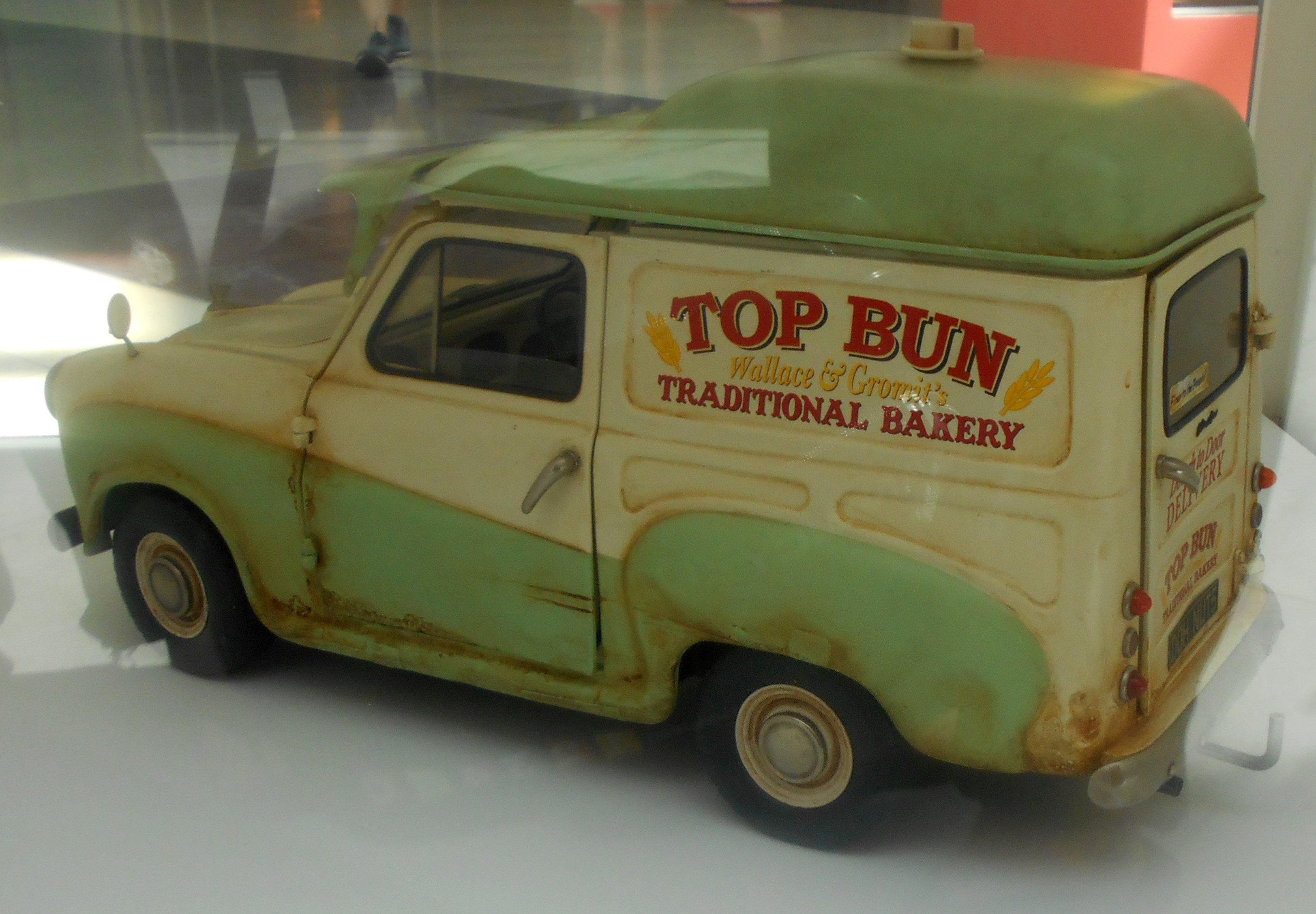
Prop de A Matter of Loaf and Death de 2006, em exibição no Annecy International Festival d'Animation, 2014.

Wallace & Gromit: A Matter of Loaf and Death (bra: Wallace & Gromit: Uma Questão de Miolo e Morte; prt: Wallace & Gromit: Um Caso do Cacete) é uma curta-metragem de animação produzida pelo animador inglês Nick Park.

## Sinopse
Wallace & Gromit administram uma tradicional padaria, e ficam surpresos com os frequentes assassinatos a padeiros na região. Paralelo à isso, Wallace se apaixona por Piella, uma mulher fútil e egocêntrica e isso deixa Gromit muito sozinho. O cachorro acaba descobrindo que Piella é a misteriosa serial killer que seduz os padeiros e depois os mata (sendo ela a responsável pelos misteriosas mortes) e o próximo da lista será Wallace. Agora pra salvar seu dono, Gromit, com a ajuda da cadelinha Fuffles, precisará livra-lo dos encantos da misteriosa mulher.

## Elenco
- Peter Sallis - Wallace
- Sally Lindsay - Piella Bakewell, a eterna "Garota Bake-o-Lite"
- Melissa Collier - Fuffles, a poodle de Piela
- Geraldine McEwan - Miss Thripp
- Ben Whitehead - Bob, o padeiro asassinado

## Prêmios
| Ano  | Prêmios                                    | Concebido por | Status   |
| ---- | ------------------------------------------ | ------------- | -------- |
| 2010 | Oscar de melhor curta-metragem de animação | Nick Park     | Indicado |